# Johann Pohl (Agrarwissenschaftler)
Johann Pohl (* 2. Dezember 1842 in Römerstadt, Mähren; † 25. März 1913 in Wien) war ein österreichischer Agrarwissenschaftler.
Nach dem Besuch des Gymnasiums in Reichenau und Olomouc (Olmütz) studierte Pohl an der Landwirtschaftlichen Akademie in Ungarisch-Altenburg. Nach mehrjähriger Tätigkeit als Wirtschaftsleiter und Buchhalter auf einer Domäne in Westungarn wurde er 1870 Lehrer für Tierzucht und Betriebslehre am Francisco-Josephinum in Mödling bei Wien. Seit 1888 lehrte er als Privatdozent und von 1895 bis 1907 als ordentlicher Professor für landwirtschaftliche Betriebslehre an der Hochschule für Bodenkultur in Wien. 
Pohl unternahm ausgedehnte Studienreisen durch westeuropäische Länder. Er veröffentlichte Lehr- und Handbücher über landwirtschaftliche Betriebs- und Buchführungslehre. Sein Hauptwerk Landwirtschaftliche Betriebslehre zählt zu den Klassikern dieses Fachgebietes. Pohl beschäftigte sich auch mit ethisch-philosophischen und mit historischen Fragen des Landbaus.

## Schriften
- Handbuch der landwirthschaftlichen Rechnungsführung. Berlin 1879. 2. Auflage 1894.
- Landwirthschaftliche Betriebslehre. Leipzig 1885. 2. Auflage 1889.
- Justus von Liebig und die landwirthschaftliche Lehre. In: Deutsche Zeit- und Streit-Fragen. Jg. 14, H. 219, Berlin 1885, S. 417–452.